# La valle dei re
La valle dei re è un singolo del cantautore italiano Marco Mengoni, pubblicato il 14 marzo 2014 come sesto estratto dal secondo album in studio Pronto a correre.

## Descrizione
Ottava traccia di Pronto a correre, il testo di La valle dei re è stato interamente composto dal cantautore italiano Cesare Cremonini, il quale, in merito al significato del brano, ha dichiarato:

Il brano parla di un re tradito che torna dopo l'esilio a riconquistare il suo trono, promettendo vendetta. Coerentemente con quello che sono, non ho voluto pensare di dare un brano che fosse commerciale o utilizzabile. Collaborare per me vuol dire trovare strade.

Mentre a proposito della collaborazione con Mengoni ha dichiarato: 

C'è in Marco una scintilla di drammatica follia molto teatrale che lui esprime in quasi tutte le sue interpretazioni. Io quella scintilla l'ho già ben sfruttata e sfamata. Ho pensato e sono convinto che lui sia molto adatto a tenerla accesa. 

## Video musicale
Il 27 marzo 2014 il TG1 ha mostrato un'anteprima di 1 minuto e 20 secondi del videoclip del brano. Il video è stato presentato in anteprima su Sky Uno il 1º aprile, data nel quale lo stesso è stato pubblicato sul canale Vevo del cantante.
Il videoclip è ambientato a Verona ed è diretto da Gaetano Morbioli, mentre la sceneggiatura è scritta dallo stesso Mengoni. Esso mostra il cantante in alcune attività quotidiane, alternate a momenti che ritraggono la sua infanzia grazie a fotogrammi privati tratti dall'album di famiglia. Il senso della trama del video sta a significare che il cantante si sente un re nella valle della sua famiglia, ambiente in cui si sente protetto.